# Roswietha Zobelt
Roswietha Zobelt, född den 24 november 1954 i Rittersgrün i Tyskland, är en östtysk roddare.
Hon tog OS-guld i scullerfyra i samband med de olympiska roddtävlingarna 1980 i Moskva.